# У Фасянь
У Фася́нь (кит. упр. 吴法宪, пиньинь Wú Fǎxiàn; 1915 — 2004) — китайский военный, активный участник гражданской и китайско-японской войны со стороны КПК. В КНР — генерал НОАК. В 1965—1971 — командующий ВВС НОАК. В 1969—1973 — член Политбюро ЦК КПК. Один из ближайших сподвижников Линь Бяо. Обвинён в причастности к «заговору Линь Бяо», снят со всех постов, в 1976 арестован. В 1981 приговорён к длительному тюремному заключению, но вскоре после этого освобождён по состоянию здоровья.

## В китайской Красной армии
Родился в бедной крестьянской семье. В 15-летнем возрасте примкнул к китайской Красной армии. С 1932 — член КПК. В армии обучился грамоте и усвоил коммунистические взгляды. С 1940 служил в политическом аппарате 8-й армии НОАК.
Во время китайской гражданской войны У Фасянь участвовал в Великом походе, Пинсингуаньском и Ляошэньском сражениях, Пекин-Тяньцзиньской операции. Входил в близкое окружение Линь Бяо.

## В НОАК и КПК
С 1949 У Фасянь служил на командных постах в военной авиации. Участвовал в планировании операций НОАК в Корейской войне. В 1955 получил звание генерал-лейтенанта. В 1957 был назначен политическим комиссаром, в 1965 — командующим ВВС НОАК.
Политически генерал У Фасянь отличался подчёркнутой лояльностью к Мао Цзэдуну, придерживался ортодоксальных маоистских позиций. В период Культурной революции он полностью поддерживал репрессии в НОАК, призывал внести в Конституцию КНР положение о государственном статусе не только идей, но и сочинений Мао Цзэдуна.
В партии и армии У Фасянь продолжал ориентироваться на маршала Линь Бяо, поддерживал с ним тесную личную связь. Под командованием У Фасяня служил в ВВС сын Линь Бяо Линь Лиго. На партийной конференции в Лушани 1970 У Фасянь поддержал Линь Бяо, подвергнутого резкой критике сторонниками Цзян Цин и Чжан Чуньцяо.
На IX съезде КПК в 1969 У Фасянь был введён в Политбюро ЦК. Состоял в Военном совете ЦК КПК.

## Обвинение, арест и суд
В 1971 У Фасянь был обвинён в причастности к «заговору Линь Бяо» и снят с поста командующего ВВС. X съезд КПК в 1973 отстранил У Фасяня с партийных постов и исключил из партии. Преследование генерала-маоиста могло выглядеть странным, но «дело Линь Бяо» рассматривается как ужесточение партийного контроля над НОАК; персональные особенности не имели большого значения.
В декабре 1976, уже после смерти Мао Цзэдуна, У Фасянь был арестован. В ноябре 1980 в Пекине открылся судебный процесс над членами «контрреволюционных группировок Линь Бяо и Цзян Цин». Среди подсудимых военных У Фасянь являлся вторым по значимости после бывшего начальника Генштаба НОАК Хуан Юншэна.
У Фасяню, в частности, вменялось планирование вместе с Линь Лиго убийства Мао Цзэдуна и Цзян Цин. 25 января 1981 в отношении десяти подсудимых был вынесен приговор. У Фасянь был признан виновным в «создании контрреволюционной организации», «антиправительственном заговоре», «возведении ложных обвинений» и приговорён к 17 годам заключения. Сам он признал свою вину и пафосно раскаивался (в том числе в «плане убийства»).
Однако 15 сентября 1981 У Фасянь был освобождён по состоянию здоровья. Таким образом, он отбыл в заключении менее пяти лет — меньше, чем кто-либо из осуждённых по процессу. Несколько лет находился под домашним арестом.

## Мемуары и оценки
После освобождения У Фасянь жил в Цзинани, занимался каллиграфией. Написал мемуары под названием «Трудные годы», в которых взял назад признание вины на суде. Своё осуждение он объяснил исключительно близостью к Линь Бяо.
В мемуарах У Фасяня, отмеченных симпатиями к Линь Бяо, содержится ряд оценок и деталей ситуации в партийно-государственном руководстве времён «Культурной революции». В частности, автор утверждает, будто Линь Бяо заботился о стабильности и «развитии производства», тогда как Мао Цзэдун требовал максимально жёсткой «классовой борьбы». В целом У Фасянь характеризовал «Культурную революцию» негативно — как «большую несправедливость».
Скончался У Фасянь 17 октября 2004 в возрасте 89 лет.